# Stethojulis
Stethojulis ist eine Gattung kleiner Junkerlippfische (Julidinae). Alle zehn Arten leben in den tropischen Bereichen des Indopazifik.

## Merkmale
Stethojulis-Arten haben einen schlanken, torpedoförmigen Körper. Sie zeigen einen ausgeprägten Geschlechtsdimorphismus, d. h., Weibchen und Männchen sehen völlig unterschiedlich aus. Die Männchen haben meist eine bunte, grüne, blaue und gelbe Grundfarbe und drei bis vier schmale, hellblaue Längsstreifen, die sich vom Kopf bis zur Schwanzwurzel ziehen. Die Weibchen haben ein Muster kleiner Flecken.
Stethojulis-Arten werden 11 bis 14 Zentimeter lang.

## Verhalten
Die Fische leben in großen Gruppen, in denen die Weibchen meist in der Überzahl sind. Im Gegensatz zu anderen Lippfischen sind die Männchen nicht revierbildend. Sie laichen auch in großen Schwärmen. Stethojulis-Arten leben in Tiefen bis fünfzehn Metern, wo sie von bodenbewohnenden Wirbellosen leben.

## Arten
- Vierstreifen-Junker (Stethojulis albovittata (Bonnaterre 1788))
- Gürtelstreifen-Junker (Stethojulis balteata (Quoy & Gaimard 1824))
- Banda-Junker (Stethojulis bandanensis (Bleeker 1851))
- Kurzstreifen-Junker (Stethojulis interrupta (Bleeker 1851))
- Gelbohr-Junker (Stethojulis maculata Schmidt 1931)
- Gestreifter Marquesa-Junker (Stethojulis marquesensis Randall 2000)
- Norfolk-Junker (Stethojulis notialis Randall 2000)
- Silberstreifen-Junker (Stethojulis strigiventer (Bennett 1833))
- Japanischer Junker (Stethojulis terina Jordan & Snyder 1902)
- Dreistreifen-Junker (Stethojulis trilineata (Bloch & Schneider 1801))

Die Tiere sind wegen ihrer unruhigen, hektischen Lebensweise nicht für die Aquarienhaltung geeignet.